# Lauren Elizabeth Hood
Lauren Elizabeth Hood ist eine US-amerikanische Filmproduzentin und Synchronsprecherin.

## Leben
Hood studierte ab 2003 an der Belmont University. 2007 verließ sie die Universität mit einem Bachelor of Business Administration. Von 2008 bis 2010 studierte sie am Scottsdale Community College Filmproduktion, ehe sie 2011 ein Zertifikat an der University of California, Los Angeles erwarb. Sie ist Mitglied bei der ASCAP und war vor ihrer Tätigkeiten in der Filmindustrie in der Musikszene tätig. Ab 2011 war sie in erste Kurzfilmproduktionen involviert. Ab 2014 war sie als Produzentin an Filmen des Filmstudios The Asylum beteiligt, unter anderem San Andreas Quake – Los Angeles am Abgrund, Zoombies – Der Tag der Tiere ist da! und Zoombies 2 – Die Rache der Tiere. 2014 übernahm sie eine Sprechrolle im Film Golden Winter 2 – Die Katzen sind los, der ebenfalls von The Asylum produziert wurde.

## Filmografie (Auswahl)

### Produktion
- 2011: Neighborhood Watch (Kurzfilm)
- 2011: Temporary Sanity (Kurzfilm)
- 2012: Dead Man’s Hand (Kurzfilm)
- 2012: Impotent (Kurzfilm)
- 2014: Ghost Light (Kurzfilm)
- 2014: Jailbait
- 2014: Alpha House
- 2014: Asian School Girls – Rache war nie süßer! (Asian School Girls)
- 2014: Ardennes Fury – Die letzte Schlacht (Ardennes Fury)
- 2014: Eiszeitalter – The Age of Ice (Age of Ice)
- 2015: San Andreas Quake – Los Angeles am Abgrund (San Andreas Quake)
- 2015: Flight World War II – Zurück im Zweiten Weltkrieg (Flight World War II)
- 2015: Sharknado: Feeding Frenzy (Dokumentation)
- 2015: Night of the Wild – Die Nacht der Bestien (Night of the Wild, Fernsehfilm)
- 2015: Sharknado: Heart of Sharkness
- 2016: Zoombies – Der Tag der Tiere ist da! (Zoombies)
- 2016: Fortune Cookie
- 2016: Independents – War of the Worlds (Independents’ Day)
- 2016: Planet of the Sharks (Fernsehfilm)
- 2016: Tinderellas (Fernsehserie, Episode 1x01)
- 2016: Sinbad and the War of the Furies
- 2016: If Looks Could Kill (Fernsehfilm)
- 2017: Locked Up
- 2017: 5-Headed Shark Attack (Fernsehfilm)
- 2017: Geo-Disaster – Du kannst nicht entfliehen! (Geo-Disaster)
- 2017: Troy: The Odyssey
- 2018: Attack from the Atlantic Rim 2 – Metal vs. Monster (Atlantic Rim: Resurrection)
- 2018: Flug 666 (Flight 666)
- 2018: Surrounded (Fernsehfilm)
- 2018: Padre (The Padre)
- 2019: Zoombies 2 – Die Rache der Tiere (Zoombies 2)
- 2019: Loved To Death
- 2019: Christmas Belles (Fernsehfilm)
- 2020: All for Nikki
- 2021: Dangerous Medicine (Fernsehfilm)
- 2021: Deadly Illusions
- 2022: Tow
- 2024: Ape X Mecha Ape: New World Order

### Synchronisationen
- 2014: Golden Winter 2 – Die Katzen sind los (Santa Claws)